# Bathypallenopsis californica
Bathypallenopsis californica is een zeespin uit de familie Pallenopsidae. De soort behoort tot het geslacht Bathypallenopsis. Bathypallenopsis californica werd in 1893 voor het eerst wetenschappelijk beschreven door Schimkewitsch. 